# Chả cá Lã Vọng
Chả cá Lã Vọng là tên của món chả cá đặc sản Hà Nội. Đây là món chả làm từ cá (thường là cá lăng) thái miếng đem tẩm ướp, nướng trên than củi rồi rán lại trong chảo mỡ, do gia đình họ Đoàn tại số nhà 17 phố Chả Cá (trước đây là phố Hàng Sơn) trong khu phố cổ giữ bí quyết kinh doanh từ năm 1871 và đặt tên cho nó như trên.

## Lịch sử
Vào những năm trong thời kỳ Pháp thuộc, ở số 17 phố Hàng Sơn có một gia đình họ Đoàn sinh sống, họ thường lấy nhà mình làm nơi cưu mang nghĩa quân Đề Thám. Chủ nhà hay làm một món chả cá rất ngon đãi khách, lâu dần thành quen, những vị khách ấy đã giúp gia đình mở một quán chuyên bán món ăn ấy khởi đầu từ năm 1871, vừa để nuôi sống gia đình, vừa làm nơi tụ họp. Lâu dần, hai tiếng 'Chả Cá' được gọi thành tên phố. Trong nhà hàng luôn bày một ông Lã Vọng (hay Khương Tử Nha) ngồi bó gối câu cá - biểu tượng của người tài giỏi nhưng đang phải đợi thời. Vì thế khách ăn quen gọi là Chả cá Lã Vọng, ngày nay trở thành tên nhà hàng và cũng là của món ăn. Bí quyết làm chả cá chỉ truyền lại cho con cháu nhà họ Đoàn.

## Thực hiện
Cá làm chả thường là cá lăng tươi. Đây là loại cá ít xương, ngọt thịt và thơm. Thịt cá được lọc theo kiểu lạng từ hai bên sườn, thái mỏng, ướp với nước cốt riềng, nghệ, mẻ, hạt tiêu, mắm tôm theo một phương cách bí truyền đặc biệt trong ít nhất 2 giờ đồng hồ, rồi kẹp vào vỉ nướng chả có quết một lớp mỡ cho đỡ dính. Người nướng phải quạt lửa, lật giở đều tay sao cho hai mặt đều chín vàng như nhau. Chuẩn bị ăn, người ta mới mang những kẹp chả đã nướng trút vào chảo mỡ - đây là bí kíp gia truyền của loại chả cá này - trên bếp than hoa đặt giữa bàn ăn. Khi các miếng chả sôi trong mỡ lăn tăn, vàng thơm, rau thìa là và hành hoa cắt khúc được cho vào chảo đảo lẫn và nhanh chóng chia ra các bát ăn. Thường không dùng dầu ăn để rán cá vì nhiệt độ thấp hơn và cá kém thơm ngon hơn.

## Thưởng thức
Chả phải ăn nóng. Khi ăn, gắp từng miếng cá ra bát, rưới nước mỡ đang sôi lên trên, ăn kèm bún, bánh đa nướng, lạc rang, thìa là, hành hoa, dọc hành chẻ nhỏ ngâm giấm, rau mùi, húng Láng và mắm tôm. Mắm tôm phải được pha chế bằng cách vắt chanh tươi, một ít nước mỡ, đường, rượu trắng và ớt, đánh sủi bọt lên rồi thêm chút tinh dầu cà cuống. Một số khách nước ngoài không ăn được mắm tôm thì thay bằng nước mắm, nhưng nước mắm ít nhiều khiến món chả cá bị giảm hương vị.
Có hai cách ăn phổ biến:
1. Cho cá đã nướng vào chảo mỡ, bỏ hành và rau thìa là vào. Khi rau chín tái thì gắp ra ăn với bún, rau thơm, lạc rang và mắm tôm đã pha chế theo cách cho một ít bún vào bát, cho rau và một vài miếng chả cá lên trên, rắc ít lạc rang, rưới chút mắm tôm rồi trộn ăn. Khi ăn mùi mắm tôm quyện với vị ngọt của cá, mùi rau và vị bùi của lạc rang. Do có nhiều mỡ nên khi ăn phải kèm theo cuống hành tươi chẻ nhỏ ngâm qua giấm pha loãng.
2. Cho chả cá, hành và rau vào bát, rưới nước mỡ đang sôi và dùng ngay, có thể ăn kèm với bánh đa nướng. Cách ăn này làm vừa đủ ăn nếu không cá sẽ nguội, mất ngon.

Ngoài hai cách trên, một số người có thể cho cả bún vào chảo và đảo nhanh với cá, thìa là, hành hoa sau đó trút ra bát ăn. Ăn cách này rất nóng ngon nhưng hơi nhiều mỡ.
Món này có thể nhắm với rượu và hợp với tiết trời lạnh. Với trời nóng thì, để cho đỡ ngán, thực khách thường uống bia.

## Bình luận đánh giá
Patricia Schultz đã đưa món Chả cá Lã Vọng vào cuốn "1.000 nơi nên biết trước khi chết" (1000 Places to See Before You Die).
Cuối năm 2003, hãng tin Mỹ MSNBC đã rút gọn lại và đặt nhà hàng Chả cá Lã Vọng Hà Nội ở vị trí thứ 5 trong 10 nơi nên biết trước khi chết cùng với 9 địa danh, lễ hội nổi tiếng khác trên thế giới.

## Hình ảnh

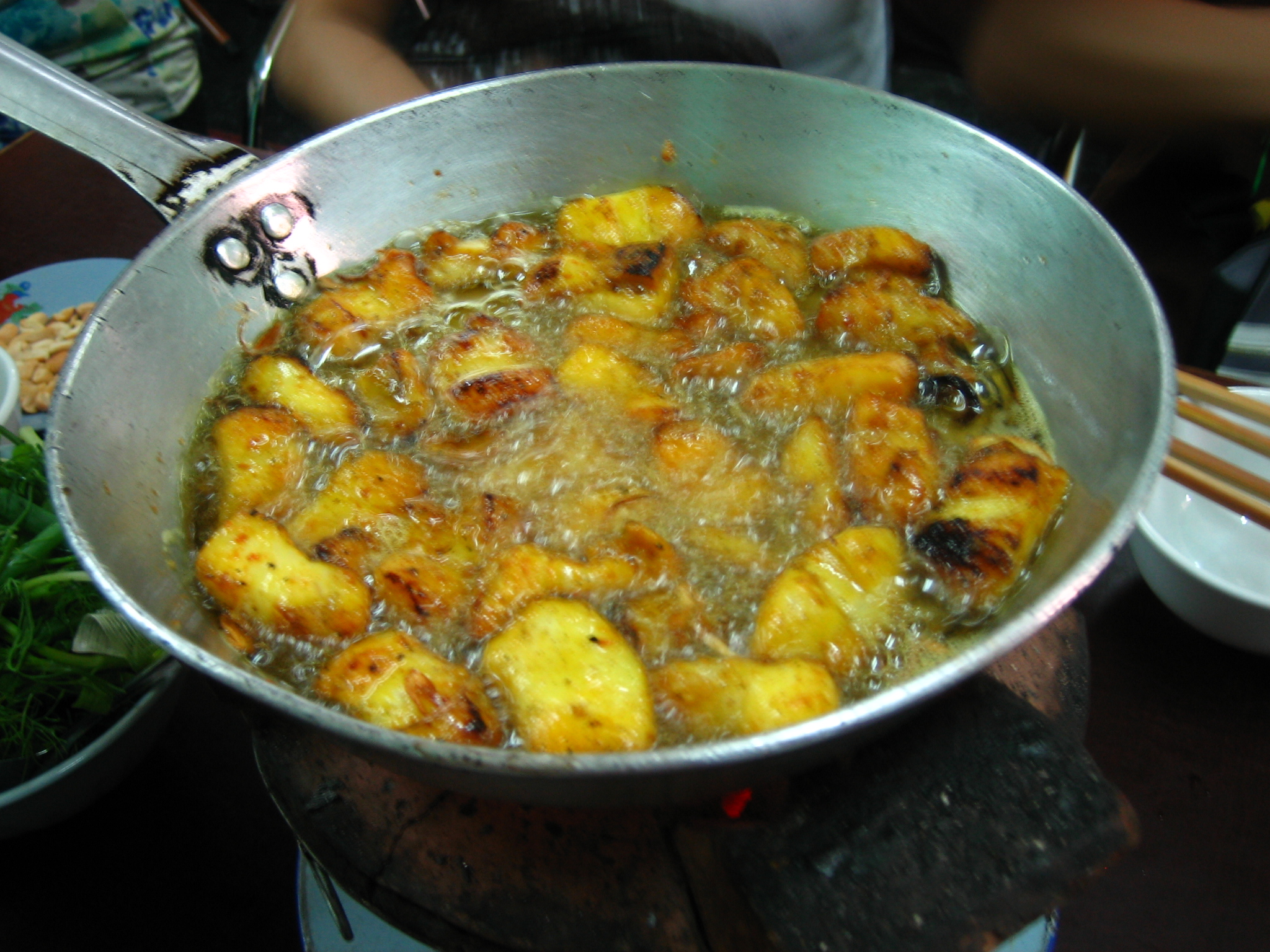
Các miếng chả cá đang chiên ngập trong chảo dầu
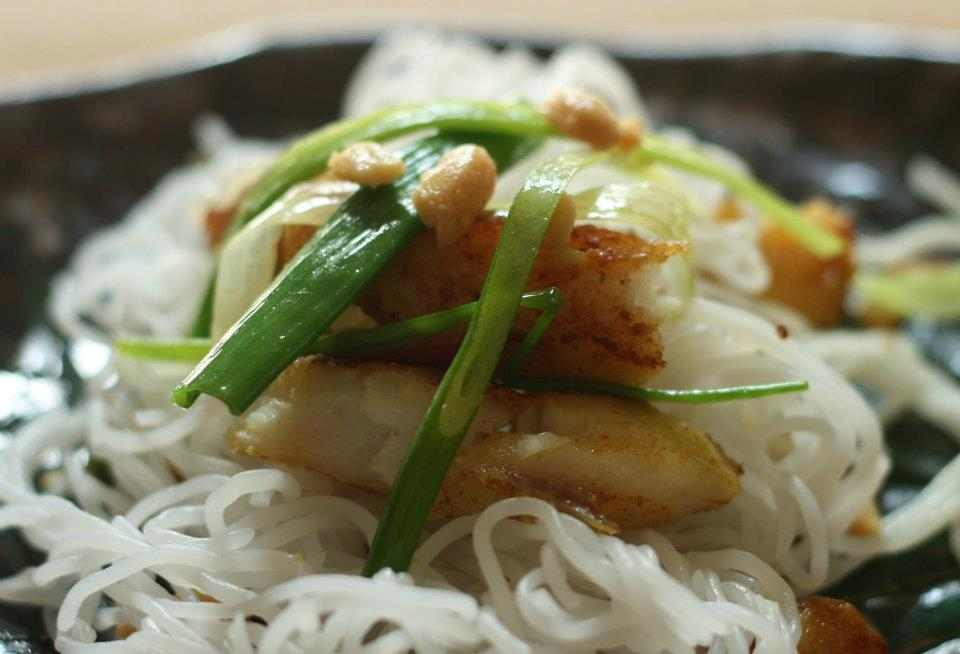
Bún, chả cá và dọc hành trong bát